# Distretto di Sidi Makhlouf
Il distretto di Sidi Makhlouf è un distretto della provincia di Laghouat, in Algeria, con capoluogo Sidi Makhlouf.

## Comuni
Il distretto comprende 2 comuni:
- Sidi Makhlouf
- El Assafia